# NGC 4373
NGC 4373 ist eine Elliptische Galaxie vom Hubble-Typ E/SB0 im Sternbild Zentaur am Südsternhimmel. Sie ist schätzungsweise 144 Mio. Lichtjahre von der Milchstraße entfernt und hat einen Durchmesser von etwa 160.000 Lichtjahren. Gemeinsam mit IC 3290 bildet sie ein gravitativ gebundenes Galaxienpaar.

Im selben Himmelsareal befinden sich u. a. die Galaxien IC 3370, PGC 40549, PGC 40735.
Das Objekt wurde am 8. Juni 1834 von John Herschel entdeckt.